# تاماس كوفاتش (مبارز بالسيف)
تاماس كوفاتش (بالمجرية: Kovács Tamás)‏ هو مبارز بالسيف مجري، ولد في 20 مارس 1943 في بودابست في المجر.

## وصلات خارجية
- تاماس كوفاتش على موقع أوليمبيديا (الإنجليزية)